# Plastocorypha brevipes
Plastocorypha brevipes är en insektsart som beskrevs av Rehn, J.A.G. 1914. Plastocorypha brevipes ingår i släktet Plastocorypha och familjen vårtbitare. Inga underarter finns listade i Catalogue of Life.